# GeenDorHout
#GeenDorHout is een Nederlandse actiegroep die actief is tegen validisme en onderdeel is van de gehandicaptenbeweging.
De actiegroep is op 8 augustus 2020 begonnen door Jacquie Davis als hashtag op sociale media in het begin van de coronacrisis in Nederland. De hashtag was een reactie op een column van Marianne Zwagerman op de website van BNR Nieuwsradio (31 maart 2020), waarin Zwagerman de groep mensen in risicogroepen aanduidde als 'dor hout' en op een opinie-artikel door epidemioloog Sander Borgsteede in Trouw (8 augustus 2020). De leden hebben met name contact via sociale media en op Discord. De actiegroep wordt voornamelijk gevormd door mensen die thuiszitten ('slaapkameractivisme'), soms in een zelfverkozen quarantaine, in afwachting van de ontwikkeling van de pandemie. 
De groep laat van zich horen door ludieke acties, zoals het en masse versturen van een 'kaartje uit isolatie' aan premier Rutte, en door het huren van een auto met videoscherm in Den Haag op Prinsjesdag in september 2020.
In januari 2021 startte de groep samen met politieke partij BIJ1 een actie voor toegankelijkheid van de Tweede Kamerverkiezingen in maart. Vanwege de coronapandemie werden 70-plussers bij uitzondering toegestaan per post te stemmen, maar deze uitzondering gold niet voor mensen die binnen de risicogroepen vallen en jonger zijn dan 70.
De actiegroep zet zich ook in 2022 actief in voor veiligheid voor mensen met extra risico wat betreft COVID-19.